# Pookie (singolo)
Pookie è un singolo della cantante francese Aya Nakamura, pubblicato il 10 aprile 2019 come terzo estratto dal secondo album in studio Nakamura. La produzione del singolo è stata affidata a Aloïs Zandry e Vladimir Boudnikoff.
Il 12 agosto 2019 è stato pubblicato una versione remix del singolo che vede la partecipazione del rapper statunitense Lil Pump; un secondo remix, in collaborazione con il rapper italiano Capo Plaza, è stato pubblicato il 30 agosto.

## Descrizione
Il singolo è influenzato dal ritmo del dembow, genere nato in Giamaica, e dal reggaeton. Il testo comprende sia termini francesi che termini inglesi. Il termine "Pookie" deriva da "poucave", - parola simile al romaní "pucava" (tradotto "dire" o "raccontare") - termine usato nello slang per definire colui che denuncia.

## Video musicale
Il videoclip ufficiale della canzone, diretto da Vladimir Boudnikoff, è stato girato il 28 e 29 marzo al Castello di Fontainebleau. La cantante ha spiegato questa sua scelta dicendo di aver deciso il luogo per "contraddire tutti", che, a suo parere, si aspettavano "un video ambientato in night club e accompagnato da twerk". Il video è caratterizzato dallo stile di danza vogueing, nato negli anni '70 in locali gay, soprattutto di New York, frequentati da persone omosessuali e transessuali afro-americane.

## Tracce
Versione originale
1. Pookie – 3:00 (testo: Aya Danioko)

Remix con Lil Pump
1. Pookie (feat. Lil Pump) (Remix) – 2:50 (testo: Aya Danioko, Gazzy Garcia)

Remix con Capo Plaza
1. Pookie (feat. Capo Plaza) (Remix) – 3:08 (testo: Aya Danioko, Luca D'Orso)

## Classifiche

### Classifiche settimanali
| Classifica (2018-19) | Posizione massima |
| -------------------- | ----------------- |
| Belgio (Fiandre)     | 18                |
| Belgio (Vallonia)    | 9                 |
| Francia              | 5                 |
| Italia               | 2                 |
| Paesi Bassi          | 102               |
| Svizzera             | 55                |

### Classifiche di fine anno
| Classifica (2019) | Posizione |
| ----------------- | --------- |
| Francia           | 6         |
| Italia            | 32        |
| Svizzera          | 95        |
| Classifica (2020) | Posizione |
| Francia           | 79        |
| Italia            | 83        |